# 송준석 (희극인)
송준석(1986년 11월 24일 ~ )은 대한민국의 희극 배우이다.

## 출연작
- KBS2 《개그콘서트》

〈달라스〉
〈큰세계〉
〈예뻐 예뻐〉
〈가장자리〉
〈시청자 의견〉
〈부엉이〉나무 역
〈왕입니다요〉
〈유민상 장가보내기 프로젝트〉홍현호의 매니저 역
〈고집불통〉
〈횃불 투게더〉
〈민상토론〉
〈유전자〉
〈징크스〉
〈땀복근무〉
〈세.젤.예 (세상에서 제일 예민한 사람)〉
〈아무말 대잔치〉
〈일당 Back〉
〈연기돌〉
〈으샤 빠샤〉
〈안녕하세요〉

### 공연
- 2017년 광쇼